# Elezioni legislative nei Paesi Bassi del 1977
Le elezioni legislative nei Paesi Bassi del 1977 si tennero il 25 maggio per il rinnovo della Tweede Kamer.

## Risultati
| Liste                                           | Voti      | %     | Seggi |
| ----------------------------------------------- | --------- | ----- | ----- |
| Partito del Lavoro                              | 2 813 793 | 33,82 | 53    |
| Appello Cristiano Democratico                   | 2 655 391 | 31,91 | 49    |
| Partito Popolare per la Libertà e la Democrazia | 1 492 689 | 17,94 | 28    |
| Democratici 66                                  | 452 423   | 5,44  | 8     |
| Partito Politico Riformato                      | 177 010   | 2,13  | 3     |
| Partito Comunista dei Paesi Bassi               | 143 481   | 1,72  | 2     |
| Partito Politico dei Radicali                   | 140 910   | 1,69  | 3     |
| Alleanza Politica Riformata                     | 79 421    | 0,95  | 1     |
| Partito Pacifista-Socialista                    | 77 972    | 0,94  | 1     |
| Partito dei Contadini                           | 69 914    | 0,84  | 1     |
| Socialisti Democratici '70                      | 59 487    | 0,71  | 1     |
| Federazione Politica Riformatrice               | 53 220    | 0,64  | –     |
| Unione del Popolo dei Paesi Bassi               | 33 434    | 0,40  | –     |
| Partito Romano-Cattolico Paesi Bassi            | 33 227    | 0,40  | –     |
| Partito Socialista                              | 24 420    | 0,29  | –     |
| Altri <0,10%                                    | 13 933    | 0,17  | –     |
| Totale                                          | 8 320 725 | 100   | 150   |